# James Harris (grammairien)
 (février 2019).
Si vous disposez d'ouvrages ou d'articles de référence ou si vous connaissez des sites web de qualité traitant du thème abordé ici, merci de compléter l'article en donnant les références utiles à sa vérifiabilité et en les liant à la section « Notes et références ».
James Harris est un grammairien, homme politique et philosophe anglais, né le 24 juillet 1709 et mort le 22 décembre 1780.

## Biographie
Neveu de lord Shaftesbury, il fut lui-même le père de lord Malmesbury, homme politique important. Harris fit avec distinction ses études à l'université d'Oxford et aurait pu aspirer à une belle carrière dans les lettres, si sa naissance ne l'eût appelé à des fonctions politiques. Il entra bientôt à la Chambre des communes, devint lord de l'Amirauté en 1762, lord commissaire au bureau de la Trésorerie en 1763, et enfin, en 1774, contrôleur et secrétaire de la reine.
Malgré ses talents de financier, et quoiqu'il ait exercé à Saint-Pétersbourg des fonctions diplomatiques assez importantes, ce n'était pas son mérite politique qui devait le faire connaître de la postérité; l'ouvrage qui lui a valu cet honneur a pour titre Hermès, ou Recherches philosophiques sur la grammaire universelle en trois livres, avec des notes (Londres, 1751, 1 vol. in-8°), essai de grammaire générale qui a fait fortune.
L'étude du langage et des idées inspira à Harris longtemps après la publication de son Hermès, un ouvrage presque aussi important par l'érudition et le mérite de la méthode ce sont les Arrangements philosophiques (1775, 1 vol. in-8°). Dans ce livre, il recherche quelles ont été les idées des anciens sur les premiers principes, en commençant par les idées élémentaires et en suivant la marche adoptée par Aristote (Catégories).
On a encore de Harris : trois  Dialogues sur l'art, sur la musique sur la peinture et la poésie, réunis dans ses Miscellaneous (Londres, 1772, 3 vol. in-80); Recherches philologiques sur l'origine et les principes de la critique, avec un Appendice sur l'histoire des lettres en Russie (1781, 2 vol. in-8°). La première édition des Œuvres complètes de Harris est celle de Londres (1783, 4 vol. in-8°); il en existe une meilleure, de 1801, avec une notice sur la vie et le caractère de l'auteur, publiée sous les auspices de lord Malmesbury, son fils (2 vol. in-4°).
Intéressé par les classiques grecs et latins, Harris rechercha des manuscrits et des éditions imprimées qui influencèrent ses écrits, tout comme les œuvres du troisième comte de Shaftesbury, son oncle Harris publia en 1744 Trois traités - sur l'art, sur la musique, la peinture et la poésie, et sur le bonheur. En 1751 paraît l'ouvrage par lequel il est le plus connu, Hermes, une enquête philosophique sur la grammaire universelle, qui influence la grammaire anglaise de Robert Lowth de 1762, dans le sens de la grammaire prescriptive.

## Famille
Harris, est né le 24 juillet 1709  à Durnford House, Durnford, Salisbury, Wiltshire, England, fils de James Harris et Lady Elizabeth Harris.
Il épouse Elizabeth Clarke avec laquelle il a James Harris, 1er comte de Malmesbury et Catherine Gertrude Robinson. Il est décédé le 21 décembre 1780 à Salisbury, Wiltshire, où il est enterré.